# 派克路 (阿拉巴马州)
派克路（英文：Pike Road），是美国阿拉巴马州下属的一座城市。面积约为31.64平方英里（约合81.95平方公里）。根据2010年美国人口普查，该市有人口5,406人，人口密度为170.84/平方英里（约合65.97/平方公里）。